# Humphrey Rudge
Humphrey Rudge est un footballeur néerlandais né le 15 août 1977 à Geleen.

## Carrière
| saison  | club                        | pays            |
| ------- | --------------------------- | --------------- |
| 1996-97 | Roda JC                     | Pays-Bas        |
| 1997-98 | Roda JC                     | Pays-Bas        |
| 1998-99 | Roda JC                     | Pays-Bas        |
| 1999-00 | Roda JC                     | Pays-Bas        |
| 2000-01 | Sparta Rotterdam Roda JC    | Pays-Bas        |
| 2001-02 | Roda JC                     | Pays-Bas        |
| 2002-03 | Roda JC                     | Pays-Bas        |
| 2003-04 | Roda JC VVV Venlo           | Pays-Bas        |
| 2004-05 | Roda JC Apollon Limassol    | Pays-Bas Chypre |
| 2005-06 | Hibernian Édimbourg Roda JC | Écosse Pays-Bas |
| 2006-07 | Roda JC                     | Pays-Bas        |
| 2007-08 | RKC Waalwijk                | Pays-Bas        |